# Friedrich Mergner
Friedrich Mergner   (Ratisbona, 19 d'octubre de 1818 - Heilsbronn, 7 de gener de 1891) va ser un pastor i compositor protestant alemany.

## Biografia
Friedrich Mergner va néixer a l'antiga Casa Mergners al Weißgerbergraben a Regensburg. Va rebre lliçons de piano de manera irregular del seu pare, que era organista a la Neupfarrkirche. Des de 1828 va assistir a l'Alumneum a Regensburg. Tocava el piano, l'orgue, el violí i tenia una veu preciosa.
De 1838 a 1842 va estudiar teologia a la Universitat d'Erlangen i es va convertir en membre de l'Uttenruthia Erlangen. El 1843 va ser nomenat professor a l'Institut d'Acció de Friedrichsdorf. L'any següent va prendre un vicariat a Meinheim, prop de Weißenburg. El 1846 es va convertir en administrador parroquial a Pfofeld, prop de Gunzenhausen. El 1847 va arribar a Ortenburg, prop de Vilshofen, com a vicari. Allà va fundar un club de cant masculí. No va ser fins al 1851 que es va convertir en pastor a Ditterswind i finalment va poder casar-se amb la seva núvia Karoline Sperl, filla d'un pastor. El 1869 es va convertir en pastor i degà a Muggendorf (1870), després pastor a Erlangen i finalment (1874) pastor a Heilsbronn.
Adam Friedrich Christoph Mergner va morir el 7 de gener de 1891 a l'edat de 73 anys a Heilsbronn, on encara es pot trobar la seva tomba avui dia.
Al llarg de la seva vida, Mergner es va esforçar per reformar el cant de l'església protestant i va deixar més de 1500 composicions i arranjaments de cançons majoritàriament sagrades. La Paul Gerhardt Society va prendre el 200 aniversari de Mergner com una oportunitat per celebrar la seva conferència anual 2018 sota el lema "Paul Gerhardt-sung" a Heilsbronn. L'obra musical va ser lliurada per la família a l'Arxiu Universitari / Arxiu Estatal de Música de Turíngia de Weimar.

## Obres
- Llibre coral: primer a l'himne de l'Església Evangèlica Luterana a Baviera. Deichert, Erlangen 1883
- 28 cançons sagrades de Georg Vogel (Hans von Bergen). Ambientada en música per a 1 veu, (mezzosoprano) amb acompanyament de piano i Sr. Durchlaucht dedicada al príncep Reuss-Köstritz Heinrich IV de Friedr.[ich] Mergner. Hildburghausen. F. W. Gadow i el seu fill Herzogl. Hofbuchdruckerei. [1883].
- Paul Gerhardts geistliche Lieder in neuen Weisen de Friedrich Mergner. Deichert, Leipzig 1907
- Les Setmanes Santes de la Passió: partitura. Breitkopf & Härtel, Leipzig 1900
- Sis cançons per a una veu mitjana. Otto Junne, Leipzig o. J.
- Fünf weltliche Lieder nach Texte von Frater Hilarius. Alfred Coppenrath, Regensburg
- 46 quartets seculars (cançons per a cor mixt). Impressió privada de la família Mergner
- Dotze cançons sense paraules per a trompa i piano
- Trio per a orgue, violí i violoncel
- 15 trios lírics per a dos violins i pianofort
- Sis cançons per a violí i piano
- Una paraula d'enteniment sobre el cant congregacional rítmic. A: Kirchliche Zeitfragen, 1848, Nr. 24–27
- Carta oberta al Sr. G. Heinisch. Una crítica a la sentència que mai hi havia hagut un cant congregacional rítmic a l'Església Protestant. Passau, Carl Pleuger, 1849